# Metro van Samara
De metro van Samara (Russisch: Самарское метро,  Samarskoje metro) werd geopend in december 1987 en bestaat nog altijd uit één lijn. De metrolijn loopt over een lengte van 12,7 kilometer van het oosten naar het westen van de stad en bedient tien stations. Bij de opening was het het vijfde metrosysteem van Rusland en het twaalfde van de Sovjet-Unie.

## Geschiedenis
In de jaren 1970 wilde Samara in navolging van Sovjetsteden van vergelijkbare grootte, zoals Novosibirsk, een metronet bouwen, waartoe het stadsbestuur in 1977 een plan opstelde. Het geplande net had de klassieke Sovjetstructuur van drie lijnen die elkaar in het stadscentrum in de vorm van een driehoek kruisen. Er werden bodemproeven gedaan en in 1980 begon de aanleg van de eerste lijn, die het centrum zou verbinden met industriële gebieden in het oosten van de stad. Het eerste deel van deze lijn werd op 26 december 1987 in gebruik genomen tussen de stations Joengorodok en Pobeda en had een lengte van 4,5 kilometer. Als oostelijke eindpunt was oorspronkelijk Krylja Sovetov gepland, maar om financiële reden werd er uiteindelijk voor gekozen de lijn naar het minder ver gelegen Joengorodok te laten lopen.
Kort na de opening van het eerste tracé werd begonnen met de bouw van de tweede fase. Op 31 december 1992 werd de lijn met één station verlengd tot Sovetskaja. Het jaar daarna werden nog eens twee stations toegevoegd: op 25 maart opende station Sportivnaja, op 30 december kwam de tunnel tot Gagarinskaja gereed. De drie verlengingen breidden de lijn met 4,5 km uit tot een totale lengte van 9 km. Op 27 december 2002 werd nog eens 1,3 spoor toegevoegd en bereikte de metro het station Moskovskaja. Vijf jaar later, op 26 december 2006 kwam het huidige westelijke eindpunt Rossiejskaja in gebruik.

## Tunnelbouw
Vergeleken met andere Russische metronetwerken is de metro van Samara ondiep gelegen. De tunnels werden weliswaar geboord, maar de stations werden door middel van de openbouwmethode aangelegd. Station Joengorodok ligt als enige bovengronds. Vanwege de geringe diepte beschikken de meeste stations alleen over vaste trappen; drie stations zijn met roltrappen uitgerust.

## Stations
Van oost naar west:
| Russisch (cyrillisch) | Nederlandse transcriptie | Geopend | Opmerkingen                                      |
| --------------------- | ------------------------ | ------- | ------------------------------------------------ |
| Российская            | Rossiejskaja             | 2007    |                                                  |
| Московская            | Moskovskaja              | 2002    | gepland overstapstation uitgerust met roltrappen |
| Гагаринская           | Gagarinskaja             | 1993    | uitgerust met roltrappen                         |
| Спортивная            | Sportivnaja              | 1993    |                                                  |
| Советская             | Sovetskaja               | 1992    |                                                  |
| Победа                | Pobeda                   | 1987    |                                                  |
| Безымянка             | Bezymjanka               | 1987    |                                                  |
| Кировская             | Kirovskaja               | 1987    | uitgerust met roltrappen                         |
| Юнгородок             | Joengorodok              | 1987    | bovengronds                                      |

## Rollend materieel
De vloot bestaat uit treinen van de Sovjet-standaardtypes 81-717 en 81-714, gebouwd door Vagonmasj in Sint-Petersburg. In totaal zijn er 46 rijtuigen beschikbaar (waarvan 24 koprijtuigen met cabine), die gekoppeld worden tot elf vierrijtuigstellen; twee koprijtuigen worden als reserve gebruikt. Het bovengrondse depot Kirovskoje bevindt zich nabij station Joengorodok. De treinen worden via een derde rail gevoed met 825 V gelijkstroom, de spoorwijdte bedraagt 1524 mm, zoals overal in Rusland.

## Praktische informatie
De metro van Samara rijdt met een basisfrequentie van 9 minuten tussen de stations Joengorodok en Gagarinskaja; de reistijd tussen deze stations bedraagt ongeveer 15 minuten. De gemiddelde afstand tussen twee stations is ruim 1400 meter. De prijs van een rit bedraagt 9 roebel (ca. 0,25 euro in november 2005). In 1999 vervoerde de metro 24,9 miljoen passagiers, minder dan in 1998 (28,6 miljoen), maar meer dan in 1993 (21,3 miljoen).

## Toekomst
Verlenging van de bestaande lijn heeft de prioriteit in de uitbreidingsplannen van het metronet. In het westen moet de lijn uiteindelijk het spoorwegstation bereiken (metrostation Vokzalnaja). Het oorspronkelijk tot de eerste bouwfase behorende station Krylja Sovetov staat gepland voor 2008. Dit station zal bereikt worden door een aftakking van het bestaande tracé tussen Kirovskaja en Joengorodok; treinen zullen om en om naar Joengorodok en Krylja Sovetov gaan rijden.
In 2015 moet de bouw van de tweede lijn beginnen, die bij Moskovskaja op het bestaande traject zal aansluiten.